# 市川三郷中継局
市川三郷中継局（いちかわみさとちゅうけいきょく）は、山梨県西八代郡市川三郷町に設置されているテレビ中継局。現在は地上アナログ放送の中継局が設置されているが、2009年8月1日に地上デジタル放送の中継局の開設が予定されている。

## 概要
- 当中継局は、山梨県西八代郡の市川三郷町大部分をカバーしている。
- なお、ここでは2009年8月1日に開局する地上デジタル放送中継局についても記述する。

## 所在地
- 西八代郡市川三郷町山保字藤田（四尾連山）

## 中継局概要

### デジタル放送
| リモコンキーID | 放送局名          | 物理チャンネル | 空中線電力 | ERP | 放送対象地域 | 放送区域内世帯数 |
| 1              | NHK甲府総合テレビ | 40ch           | 1W(予定)   | -W  | 山梨県       | 約-世帯          |
| 2              | NHK甲府教育テレビ | 42ch           | 1W(予定)   | -W  | 全国         | 約-世帯          |
| 4              | YBS山梨放送       | 51ch           | 1W(予定)   | -W  | 山梨県       | 約-世帯          |
| 6              | UTYテレビ山梨     | 48ch           | 1W(予定)   | -W  | 山梨県       | 約-世帯          |

放送エリア
- 市川三郷町、の一部

### アナログ放送
| 放送局名          | チャンネル | 空中線電力        | ERP                 | 放送対象地域 | 放送区域内世帯数 |
| NHK甲府総合テレビ | 2ch        | 映像3w /音声750mw | 映像11w /音声2.8w   | 山梨県       | 約-世帯          |
| NHK甲府教育テレビ | 9ch        | 映像3w /音声750mw | 映像10.5w /音声2.7w | 全国         | 約-世帯          |
| YBS山梨放送       | 11ch       | 映像3w /音声750mw | 映像10.5w /音声2.6  | 山梨県       | 約-世帯          |
| UTYテレビ山梨     | 57ch       | 映像10w /音声2.5w | 映像70w /音声17.5w  | 山梨県       | 約-世帯          |